# ماریام تورگومیان
ماریام تورگومیان (ارمنی: Մարիամ Թորգոմյան؛ زادهٔ ۱۶ مهٔ ۱۹۹۱) بازیکن فوتبال در پست مدافع اهل ارمنستان است.

## باشگاهی
از باشگاه‌هایی که در آن بازی کرده است می‌توان به باشگاه فوتبال بانانتس اشاره کرد.

## تیم ملی
وی همچنین در تیم ملی فوتبال زنان ارمنستان بازی کرده است. تورگومیان نخستین بازی ملی خود در چهارچوب مقدماتی جام جهانی فوتبال زنان ۲۰۱۱ در تاریخ ۲۷ مارس ۲۰۱۰ در ولنیه در مقابل اسلوونی انجام داده است.